# Liste der Naturdenkmale in Elztal (Odenwald)
| Naturdenkmale | Anzahl |
| ------------- | ------ |
| FND           | 1      |
| END           | 5      |
| Gesamt        | 6      |

Die Liste der Naturdenkmale in Elztal nennt die verordneten Naturdenkmale (ND) der im baden-württembergischen Neckar-Odenwald-Kreis liegenden Gemeinde Elztal. In Elztal gibt es insgesamt sechs als Naturdenkmal geschützte Objekte, davon ein flächenhaftes Naturdenkmal (FND) und fünf Einzelgebilde-Naturdenkmale (END).
Stand: 31. Oktober 2016.

## Flächenhafte Naturdenkmale (FND)
| Name                     | Bild | Kennung     | Einzelheiten | Position | Fläche Hektar | Datum        |
| ------------------------ | ---- | ----------- | ------------ | -------- | ------------- | ------------ |
| Steinbruch Halden        | BW   | 82251170601 | Elztal       | ⊙        | 2,8           | 17. Mai 1994 |
| Legende für Naturdenkmal |      |             |              |          |               |              |

## Einzelgebilde (END)
| Name                     | Bild | Kennung     | Einzelheiten | Position | Fläche Hektar | Datum        |
| ------------------------ | ---- | ----------- | ------------ | -------- | ------------- | ------------ |
| Eiche                    |      | 82251170605 | Elztal       | ???      | 0,0           | 1. März 1984 |
| Elsbeere                 |      | 82251170602 | Elztal       | ???      | 0,0           | 1. März 1984 |
| Esche                    |      | 82251170601 | Elztal       | ???      | 0,0           | 1. März 1984 |
| Flatterulme              |      | 82251170603 | Elztal       | ???      | 0,0           | 1. März 1984 |
| Traubenkirsche           |      | 82251170604 | Elztal       | ???      | 0,0           | 1. März 1984 |
| Legende für Naturdenkmal |      |             |              |          |               |              |